# برج‌های شعله
برج‌های شعله (به ترکی آذربایجانی:Alov qüllələri) نام سه برج در شهر باکو در کشور جمهوری آذربایجان است.
این سه برج توسط شرکت آمریکایی هلموث، اوباتا و کاساباوم طراحی گردید.